# Talara miniata
Talara miniata är en fjärilsart som beskrevs av Rothschild 1913. Talara miniata ingår i släktet Talara och familjen björnspinnare. Inga underarter finns listade i Catalogue of Life.